# Giovannina Lucca
Giovannina Lucca (Cernobbio, 1810 – Milano, 1894) è stata un'editrice italiana.

## Biografia
Giovannina Strazza, divenuta Lucca dopo il matrimonio, nacque a Cernobbio (Como) nel 1810 da una famiglia di modeste condizioni (il padre era rosticciere). Giovanissima ebbe un legame sentimentale con Vincenzo Bellini tanto da far pensare al matrimonio. Nel 1832 sposò invece Francesco Lucca un ex incisore di musica che aveva lavorato nel laboratorio di Giovanni Ricordi e che, dopo esser stato due anni in Germania ad affinare il mestiere, aveva avviato nel 1825 una sua propria Casa di edizioni musicali.
Donna energica e d'ingegno acuto Giovannina, subito dopo il matrimonio, iniziò a collaborare attivamente col marito sia nel negozio di Milano, che divenne fornitissimo tanto da competere con i concorrenti, sia nel rapporto coi musicisti, essendo cordialissima nel trattare con gli uomini d'arte e di mondo.Era dotata di vivo senso commerciale e divenne in breve tempo il vero capo di Casa Lucca che portò a rivaleggiare per decenni con Casa Ricordi. In particolare cercò di contendere a Ricordi l'allora quasi esordiente Giuseppe Verdi che in effetti scrisse per l'Editore Lucca tre sue opere Il Corsaro (1846), Attila (1846), I Masnadieri (1847) oltre ad una coeva raccolta di liriche per voce e pianoforte. Grazie a lei, gli Editori Lucca furono i più attivi ed intraprendenti sulla piazza di Milano. Avviarono corrispondenze e colloqui con i più famosi compositori francesi dell'epoca, in particolare
Gounod, Auber, Halévy e Meyerbeer.
L'Editore Lucca osò spingersi anche in Germania ed Austria e, quando Richard Wagner iniziò a divenire l'astro nascente, l'intraprendente Giovannina riuscì ad accaparrarsi i diritti sulle opere del Maestro d'oltralpe e fece di tutto per far rappresentare il suo Lohengrin al Teatro Comunale di Bologna la cui prima rappresentazione ebbe luogo il 1º novembre 1871. Un'impresa tutt'altro che facile per una persona di modesta cultura musicale e di scarsa cultura generale.
Nel 1872 alla morte del marito prese in mano la direzione dell'azienda.
Giovannina Lucca oltre a pubblicare opere di autori già affermati come Petrella, Gomes e Ponchielli, aiutò molti giovani musicisti esordienti a rappresentare in teatro le proprie opere, come Alfredo Catalani, Antonio Smareglia, Carlo Pedrotti, Alberto Franchetti
oltre a Giacomo Puccini. Nella primavera del 1884 infatti fu invitata, assieme ad Arrigo Boito, Alfredo Catalani ed altri nel salotto del giornalista Marco Sala ad assistere all'audizione privata dell'opera Le Villi dell'allora esordiente Giacomo Puccini, al fine di esprimere un giudizio. L'opera venne messa in scena al Teatro dal Verme di Milano nel maggio dello stesso anno.Ebbe così inizio la carriera del grande musicista lucchese. 
Nel 1888, ormai anziana e stanca, accettò l'offerta di Giulio Ricordi e cedette la sua Casa Editrice per una somma allora giudicata cospicua. Il catalogo della ditta Lucca era infatti imponente: contava circa 47 000 titoli e comprendeva oltre 250 opere teatrali.
Morì a Milano nel 1894. Riposa accanto al marito Francesco nel Cimitero Monumentale di Milano.

### Annotazioni
1. ↑  Wagner, notoriamente di carattere non facile, la trovò molto simpatica.
2. ↑  .Verdi vi assistette in incognito. Questo fu il primo contatto diretto del pubblico italiano con la musica di Wagner
3. ↑  «[Wagner]...il grande antagonista verdiano sarà sostenuto ed imposto da Giovannina Lucca (vedova da poco di Francesco) con una tenacia ammirevole, a dispetto della fortuna calante, dopo l’effimero entusiasmo del Lohengrin diretto nel 1871 da Mariani a Bologna...»

### Fonti
1. 1 2 3   Il palco alla Scala dei coniugi Lucca, su urfm.braidense.it. su Museo Teatrale alla Scala.
2. 1 2 3 4   Eugenio Gara, Carteggi Pucciniani, Milano, Ricordi, 1958,  p. 7.
3. ↑   AA:VV;, Dizionario Enciclopedico Universale della Musica e dei Musicisti, Biografie III, Torino, UTET, 1985.
4. ↑   "...Giovannina Strazza era stata uno del più passionali amori di Bellini..." Cfr.  Renato Tomasino, Le Divine, Bologna, Casa Editrice Odoya, 2017,  p. 269, ISBN 9788862883313.
5. 1 2   Frank Walker, L'uomo Verdi, Milano, Mursia, 1978,  p. 153.
6. ↑   Carlo Gatti, Verdi, Milano, Mondadori, 1953,  p. 207.
7. ↑   Aldo Oberdorfer, Giuseppe Verdi, Autobiografia dalle lettere, collana BUR, Milano, Rizzoli, 1951,  p. 275.
8. ↑   Massimo Mila, Breve storia della Musica, collana Piccola Biblioteca Einaudi, Giulio Einaudi Editore, 1965,  p. 277.
9. ↑   Sergio Martinotti, Ottocento strumentale italiano, Bologna, Forni Editore, -1972,  p. 565.
10. ↑   Alfredo Catalani sul Dizionario Biografico Treccani, su treccani.it.
11. ↑   Audizione de Le Villi, su puccinimuseum.org.
12. ↑   Giovannina Lucca, su rodoni.ch. URL consultato il 24 maggio 2022 (archiviato dall'url originale il 22 ottobre 2007).